# Солоновська сільська рада (Новичихинський район)
Солоно́вська сільська рада (рос. Солоновский сельский совет) — сільське поселення у складі Новичихинського району Алтайського краю Росії.
Адміністративний центр — село Солоновка.

## Історія
2011 року ліквідовані Десятилітська сільська рада та Павловська сільська рада, їхні території увійшли до складу Солоновської сільради.

## Населення
Населення — 1503 особи (2019; 1742 в 2010, 2126 у 2002).

## Склад
До складу сільської ради входять:
| Населений пункт        | Населення, осіб (2002) | Населення, осіб (2010) |
| ---------------------- | ---------------------- | ---------------------- |
| 10 літ Октября, село   | 502                    | 409                    |
| Алейниковський, селище | 5                      | 2                      |
| Красноярка, селище     | 154                    | 123                    |
| Павловка, село         | 480                    | 372                    |
| Солоновка, село        | 985                    | 836                    |